# Status 7
Status 7 – dwuczęściowa cyberpunkowa seria komiksowa autorstwa Tobiasza Piątkowskiego (scenariusz) i Roberta Adlera (scenariusz i rysunki).

## Historia
Pierwszy komiks serii, zatytułowany Breakoff ukazywał się na łamach miesięczniku Reset (pierwszy raz w numerze 1 ze stycznia 1999). Wersja albumowa ukazała się w 2002 nakładem wydawnictwa Egmont Polska. Drugi tom, zatytułowany Overload ukazał się nakładem tego samego wydawnictwa w 2003, ale pierwsze plansze opublikowano już w 2000 w drugim numerze pisma magazynu KRON.
Akcja Breakoff toczy się w Warszawie, w 2030 roku. Fabuła komiksu przedstawia historię kradzieży cybernetycznego programu należącego do mafii przez grupę drobnych przestępców. Bohaterem drugiej części, Overload, jest naturalizowany, afroamerykański policjant Nelson Górski, który w ciągu 72 godzin stara się uniemożliwić terrorystom zdetonowanie w sieci bomby logicznej. Historia osadzona wprawdzie w przyszłości, zawierała ironiczne nawiązania do współczesności, a mieszkańcy Warszawy nie odbiegali mentalnością od osób żyjących na początku XXI wieku. Autorzy nawiązywali także do wielu innych cyberpunkowych tekstów kultury (Ghost in the Shell, Łowca androidów).
Komiks był pierwszym polskim rozbudowanym cyklem komiksowym utrzymanym w stylistyce cyberpunku (od 2002 ukazywał się inny komiks w tym stylu - Gudrun Michała Śledzińskiego i Kamila Kochańskiego). Serię uważano za najlepszy polski komiks fantastyczny, tak pod względem rozwiązań fabularnych, jak i grafiki od czasów Funky'ego Kovala, zaś we wstępie do wydania z 2024 Jacek Dukaj nazwał ją "najlepszą polską realizacją idei cyberpunka".